# Typhonia stratifica
Typhonia stratifica is een vlinder uit de familie van de zakjesdragers (Psychidae). De wetenschappelijke naam van de soort is voor het eerst geldig gepubliceerd in 1907 door Edward Meyrick.